# كرايغ ستادلر
كرايغ ستادلر (بالإنجليزية: Craig Stadler)‏ هو لاعب غولف أمريكي، ولد في 2 يونيو 1953 في سان دييغو في الولايات المتحدة.

## وصلات خارجية
- الموقع الرسمي
- كرايغ ستادلر على موقع رابطة لاعبي الغولف المحترفين (الإنجليزية)
- كرايغ ستادلر على موقع رابطة أوروبا للاعبي الغولف المحترفين (الإنجليزية)
- كرايغ ستادلر على موقع رابطة اليابان للاعبي الغولف المحترفين (الإنجليزية)
- كرايغ ستادلر على موقع التصنيف العالمي الرسمي للغولف (الإنجليزية)
- كرايغ ستادلر على موقع إن إن دي بي (الإنجليزية)